# Bradley Bombardir
Luke Bradley Bombardir, dit Brad Bombardir, (né le 5 mai 1972 à Powell River dans la province de Colombie-Britannique au Canada) est un joueur professionnel canadien de hockey sur glace. Il évoluait au poste de défenseur.

## Biographie
Bombardir est repêché par les Devils du New Jersey au 56e rang lors du repêchage d'entrée dans la LNH 1990. Avant son repêchage, il a joué deux ans avec les Paper Kings de Powell River de la Ligue de hockey junior de la Colombie-Britannique (LHJCB). Il rejoint l'Université du Dakota du Nord la même année de son repêchage et joue quatre saisons avec l'équipe de hockey des Fighting Sioux. Il joue sa première saison professionnelle dans la Ligue américaine de hockey (LAH) en 1994-1995 avec les River Rats d'Albany, club-école des Devils.
Il fait ses débuts dans la Ligue nationale de hockey avec les Devils en 1997-1998 et remporte la Coupe Stanley avec l'équipe en 2000. Le 23 juin 2000, il est échangé au Wild du Minnesota, toute nouvelle équipe de la LNH, contre Chris Terreri et un choix de neuvième tour au repêchage de 2000 (Thomas Ziegler). Il joue quatre saisons avec le Wild et a été nommé capitaine à quatre reprises (janvier-février 2001, octobre-novembre 2002, février-mars-avril 2003 et janvier 2004). Il a brièvement joué avec les Predators de Nashville vers la fin de la saison 2003-2004.
Il rejoint les Falcons de Springfield lors de la saison 2005-2006 mais ne joue qu'un seul match avec l'équipe en raison d'une blessure à un genou et n'a pas rejoué par la suite.
En juin 2010, il est nommé directeur du développement des joueurs par le Wild.

## Statistiques

### En club
| Saison     | Équipe                           | Ligue      |     | Saison régulière | Saison régulière | Saison régulière | Saison régulière | Saison régulière |   | Séries éliminatoires | Séries éliminatoires | Séries éliminatoires | Séries éliminatoires | Séries éliminatoires |
| Saison     | Équipe                           | Ligue      | PJ  | B                | A                | Pts              | Pun              | PJ               | B | A                    | Pts                  | Pun                  |                      |                      |
| 1988-1989  | Paper Kings de Powell River      | LHJCB      | 30  | 6                | 5                | 11               | 24               | 6                | 0 | 0                    | 0                    | 0                    |                      |                      |
| 1989-1990  | Paper Kings de Powell River      | LHJCB      | 60  | 10               | 35               | 45               | 93               | 8                | 2 | 3                    | 5                    | 4                    |                      |                      |
| 1990-1991  | Fighting Sioux du Dakota du Nord | NCAA       | 33  | 3                | 6                | 9                | 18               | -                | - | -                    | -                    | -                    |                      |                      |
| 1991-1992  | Fighting Sioux du Dakota du Nord | NCAA       | 35  | 3                | 14               | 17               | 54               | -                | - | -                    | -                    | -                    |                      |                      |
| 1992-1993  | Fighting Sioux du Dakota du Nord | NCAA       | 38  | 8                | 15               | 23               | 34               | -                | - | -                    | -                    | -                    |                      |                      |
| 1993-1994  | Fighting Sioux du Dakota du Nord | NCAA       | 38  | 5                | 17               | 22               | 38               | -                | - | -                    | -                    | -                    |                      |                      |
| 1994-1995  | River Rats d'Albany              | LAH        | 77  | 5                | 22               | 27               | 22               | 14               | 0 | 3                    | 3                    | 6                    |                      |                      |
| 1995-1996  | River Rats d'Albany              | LAH        | 80  | 6                | 25               | 31               | 63               | 3                | 0 | 1                    | 1                    | 4                    |                      |                      |
| 1996-1997  | River Rats d'Albany              | LAH        | 32  | 0                | 8                | 8                | 6                | 16               | 1 | 3                    | 4                    | 8                    |                      |                      |
| 1997-1998  | Devils du New Jersey             | LNH        | 43  | 1                | 5                | 6                | 8                | -                | - | -                    | -                    | -                    |                      |                      |
| 1997-1998  | River Rats d'Albany              | LAH        | 5   | 0                | 0                | 0                | 5                | -                | - | -                    | -                    | -                    |                      |                      |
| 1998-1999  | Devils du New Jersey             | LNH        | 56  | 1                | 7                | 8                | 16               | 5                | 0 | 0                    | 0                    | 0                    |                      |                      |
| 1999-2000  | Devils du New Jersey             | LNH        | 32  | 3                | 1                | 4                | 6                | 1                | 0 | 0                    | 0                    | 0                    |                      |                      |
| 2000-2001  | Wild du Minnesota                | LNH        | 70  | 0                | 15               | 15               | 42               | -                | - | -                    | -                    | -                    |                      |                      |
| 2001-2002  | Wild du Minnesota                | LNH        | 28  | 1                | 2                | 3                | 14               | -                | - | -                    | -                    | -                    |                      |                      |
| 2002-2003  | Wild du Minnesota                | LNH        | 58  | 1                | 14               | 15               | 16               | 4                | 0 | 0                    | 0                    | 0                    |                      |                      |
| 2003-2004  | Wild du Minnesota                | LNH        | 56  | 1                | 2                | 3                | 21               | -                | - | -                    | -                    | -                    |                      |                      |
| 2003-2004  | Predators de Nashville           | LNH        | 13  | 0                | 0                | 0                | 4                | 6                | 0 | 1                    | 1                    | 2                    |                      |                      |
| 2005-2006  | Falcons de Springfield           | LAH        | 1   | 0                | 0                | 0                | 0                | -                | - | -                    | -                    | -                    |                      |                      |
| Totaux LNH | Totaux LNH                       | Totaux LNH | 356 | 8                | 46               | 54               | 127              | 16               | 0 | 1                    | 1                    | 2                    |                      |                      |

### En équipe nationale
Il a représenté le Canada au niveau international.
| Année | Compétition                 |   | PJ | B | A | Pts | Pun      |  | Résultat |
| 1992  | Championnat du monde junior | 7 | 0  | 3 | 3 | 4   | 6e place |  |          |

## Trophées et honneurs personnels
- 1994-1995 : champion de la coupe Calder avec les River Rats d'Albany.
- 1995-1996 : nommé dans la deuxième équipe d'étoiles de la LAH.
- 1999-2000 : champion de la coupe Stanley avec les Devils du New Jersey.